# Rimaráhó
Rimaráhó (szlovákul Hrachovo) község Szlovákiában, a Besztercebányai kerület Rimaszombati járásában.

## Fekvése
Rimaszombattól 11 km-re északnyugatra, a Rima folyó jobb partján fekszik.
Nyugatról Telep és Susány, északról Kecege, keletről Felsősziklás és Alsósziklásg, délről pedig Bakostörék községekkel határos.
Területe 1921-ben még 7,04 km² volt. Amikor 1963-ban a szomszédos Rimavarbóc községet megszüntették, területének nagyobb részét (4,80 km²) Rimaráhóhoz csatolták, így alakult ki a község jelenlegi 11,844 km²-es területe.

## Élővilága

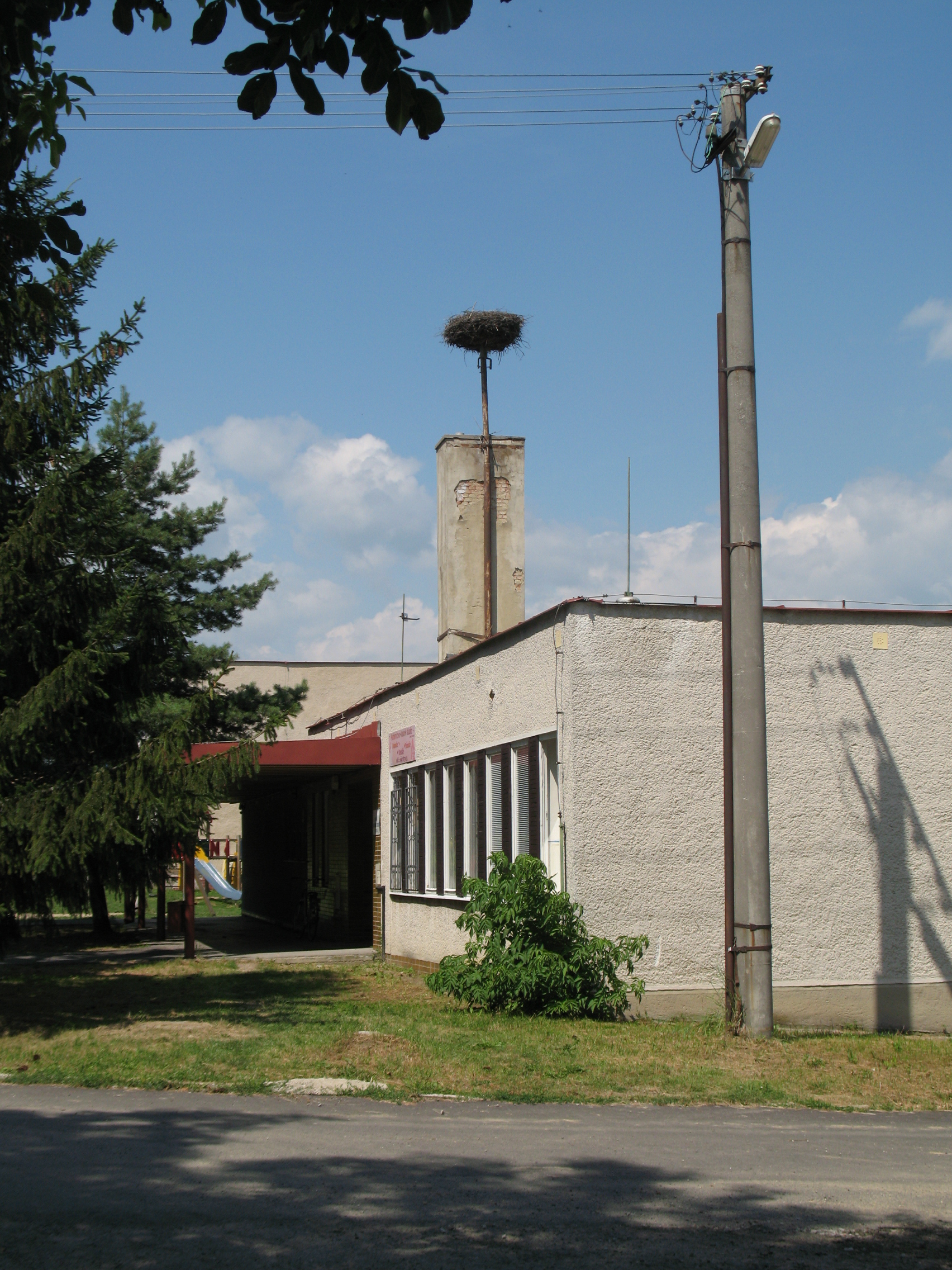

A faluban egy gólyafészket tartanak nyilván. 2013-ban nem fészkeltek a gólyák.

## Története
A települést 1353-ban "Hrachou" alakban említik először, de valószínűleg ennél sokkal előbb keletkezett. 1360-ban "Harahou" néven említik. Története során több birtokosa volt. Egykori várát a Jánokyak építtették a 13. század végén, a 15. században várkastéllyá építették át. A 16-17. században a török ellen kiépített végvárrendszer része volt. Ma csak romjai láthatók, a kuruc háborúk során pusztult el.
A Jákóffy-kastélyhoz monda is fűződik, miszerint Gömör megyei látogatásán itt késztette szántásversenyre Mátyás király a népet sanyargató földesurakat, miközben ő is fogta az ekeszervát. A Ruthényi-kastélyban ma kertészeti szakiskola van.
A 18. század végén Vályi András így ír róla: "RAHO. Hrachovo. Tót falu Hont Vármegyében, földes Urai Jánoky, és Palágyi Uraságok, a’ kiknek régi kastéllyaikkal jelesíttetik, lakosai katolikusok, és többen evangélikusok, fekszik Rima vize mellett, ’s A. és F. Szkálnokkal határos, legelője, és fája mind a’ kétféle van, Rimaszombatban piatza; fa, és tserép edényt is tsinálnak lakosai, ’s az alföldön árúlgattyák; de mivel földgye vad vizes, második osztálybéli."
A községnek 1828-ban 66 háza és 514 lakosa volt.
A 19. század közepén Fényes Elek eképpen írja le: "Rahó, tót falu, Gömör és Kis-Honth vmegyében, ut. p. Rimaszombahoz északra 1 1/4 mfdnyire, 149 kath., 517 evang. lak. Kath. és ev. templom. A helység két dombon fekszik, s a számos csinos nemesi lakházak miatt csaknem városi alakot mutat. Az emlitett dombok egyikére Jakoffy Ferencz a 17-dik században nagy várkastélyt épittetett, s árokkal körülvétette. Azonban egyszer, távollétében a zsiványok megtámadták, s nejét szörnyen megkinozván az egész kastélyt kirablák, mellynek következtében bástyákkal erősittette meg; de most részint az idő, részint a Rákóczy zendülése alatt annyira elpusztult, hogy csak északi része látható. Szántóföldei meglehetősek; rétjei igen jók; hajdani szőlője helyett most csupán almás- és szilvás-kerteket mivel. F. u. a Jakoffy örökösök, u. m. Fejes, Szerdahelyi, s mások."
Gömör-Kishont vármegye monográfiájában pedig ezt olvashatjuk róla: "Ráhó, rimavölgyi tót kisközség, körjegyzőségi székhely, 89 házzal és 458 ág. h. ev. és róm. kath. vallású lakossal. E község hajdan a ráhói uradalom középpontja volt. Legrégibb birtokosai a ráhói Jákófy és a szuhai Jánokyak voltak. 1416-ban már várkastély van benne. A Jákófyak után a Jánokyak örökölték a várat és az uradalmat. Jánoky Gáspár a 17. század közepe felé a ráhói várkastélyban iskolát alapított, mely akkoriban messzeföldön híres volt. Később a várkastély a Tihanyi, Kubinyi és Ruthényi családok birtokába került, azután Prónay Miksáné, szül. Kubinyi Ottilia bírta, utána Prónay Miksa veje: Zmeskál Sándor, most pedig Okolicsányi Gáspár. A várkastély most már lakatlan és romladozó állapotban van. Jákóffy Ferencz alatt, a 17. században, a családfő távollétében, rablók támadták meg a kastélyt, a háziasszonyt megkínozták és a várat kirabolták. A Rákóczy-féle mozgalmak alatt is szerepe volt a várkastélynak, mely az akkori mozgalmas időkben erősen megrongálódott. Az említetteken kívül még a Pelargus, Szontágh, Józseffy, Kende, Czékus, Fejes és a Szerdahelyi családok is birtokosok voltak itt, most pedig Ruthényi Bélának és nejének, szül. Vad Amáliának és Okolicsányi Gáspárnak van itt nagyobb birtoka. A községben három úrilak van. Az egyik Ruthényi Béláé; ezt Ruthényi Zsigmond és neje, Palágyi Klára építtette 1565-ben. 1727-ben átalakították és az emeletes, lakályos épület ma is ugyanabban az állapotban van. A kastélyhoz tartozó park egyike a vármegye legszebb kertjeinek. Okolicsányi Gáspárnak két úrilaka van. Az egyiket 1773-ban Tihanyi Ferencz építtette, a másikat pedig a Fejes család. A hívők ájtatosságának kielégítésére két templom szolgál. Úgy az ág. h. evangelikus, mint a róm. katholikus templom már a reformáczió idejében fennállott, azonban a kath. templomot 1769-ben, az evangelikust pedig 1808-ban alapjából újra építették. Az evangelikus templom belsejében felhasználták a régi templom oltárát, mely érdekes, renaissancekori munka, melyet azonban később barokk-díszitéssel rontottak el, csak azért, hogy czifrább legyen. Ezenkívül a templom falait több, még a Jákófyak és Jánokyak korából való epitáfium és emléktárgy díszíti. A községnek van postája és vasúti megállóhelye, távírója pedig Rimabánya."
A trianoni békeszerződésig Gömör-Kishont vármegye Rimaszombati járásához tartozott.

## Népessége
| Év:            | 1994. | 2004.   | 2014.   | 2024.   |
| -------------- | ----- | ------- | ------- | ------- |
| Emberek száma: | 844   | 877     | 856     | 781     |
| Eltérés:       |       | +3,90 % | -2,39 % | -8,76 % |

| Év:            | 2023. | 2024.   |
| -------------- | ----- | ------- |
| Emberek száma: | 777   | 781     |
| Eltérés:       |       | +0,51 % |

1880-ban 443 lakosából 90 magyar, 7 német és 323 szlovák anyanyelvű volt. Ebből 105 római katolikus, 329 evangélikus, 4 református, 3 görögkeleti és 2 izraelita vallású volt.
1890-ben 421 lakosából 290 magyar, 1 német és 124 szlovák anyanyelvű volt.[forrás?]
1900-ban 458 lakosából 145 magyar, 2 német és 311 szlovák anyanyelvű volt. Ebből 128 római katolikus, 311 evangélikus, 10 református és 9 izraelita vallású volt.
1910-ben 365 lakosából 110 magyar, 2 német és 251 szlovák anyanyelvű volt. Ebből 83 római katolikus, 270 evangélikus, 5 református és 7 izraelita vallású volt.
1921-ben 383 lakosából 41 magyar, 1 német, 3 zsidó, 324 csehszlovák és 14 állampolgárság nélküli volt. Ebből 104 római katolikus, 236 evangélikus, 18 református, 16 izraelita és 9 egyéb vallású volt.
1930-ban 435 lakosából 10 magyar, 1 zsidó, 423 csehszlovák és 1 állampolgárság nélküli volt. Ebből 123 római katolikus, 291 evangélikus, 3 református, 4 izraelita és 14 egyéb vallású volt.
1970-ben 584 lakosából 4 magyar, 2 cseh és 576 szlovák volt.
1980-ban 809 lakosából 6 magyar, 4 cseh és 750 szlovák volt.
1991-ben 812 lakosából 17 magyar, 5 cseh és 789 szlovák volt.
2001-ben 864 lakosából 14 magyar, 5 cseh, 1 cigány és 841 szlovák volt.
2011-ben 869 lakosából 784 szlovák, 12 magyar, 3 cseh, 2 ukrán, 1 cigány és 67 ismeretlen nemzetiségű volt. Ebből 487 római katolikus, 139 evangélikus, 119 ismeretlen vallású és 108 nem vallásos.

## Neves személyek
- Itt született 1823-ban Samo Vozár szlovák költő, újságíró és műfordító.
- Itt szolgált Bahil György szlovák evangélikus lelkész, költő.
- Itt tanult Bahil Mátyás szlovák evangélikus lelkész.
- Itt hunyhatott el 1709-ben Jánoky Zsigmond kuruc diplomata, alkancellár, szenátor.

## Nevezetességei
- A késő gótikus várkastély romjai.
- A Ruthényi-kastély 1565-ben épült reneszánsz stílusban, a 18. és 19. században átépítették.
- Evangélikus temploma 1769-ben épült klasszicista stílusban, reneszánsz oltára és epitáfiuma még a korábbi templomból való.
- Római katolikus temploma 1808-ban épült klasszicista stílusban.